# Ласарте, Сильвия
Сильвия Ласарте (исп. Silvia Lazarte; 10 января 1964 — 28 июня 2020) — боливийская деятельница крестьянского и профсоюзного движения, коренная женщина из народа кечуа, ставшая председателем Учредительного собрания (Конституционной ассамблеи) 6 августа 2006 года.

## Биография
Её семья жила в крайней нищете и в начале 1970-х годов перебралась из провинции Капинота (департамент Кочабамба) в муниципалитет Вилла Тунари, провинция Чапаре, в поисках лучшей жизни. С детства Сильвия трудилась на ферме, из-за чего ей пришлось бросить школу.
К профсоюзному движению она была приобщена ещё в тринадцатилетнем возрасте; когда ей было 16, её тяжело больной отец представил её профсоюзу сборщиков листьев коки как свою преемницу в профсоюзной жизни. С 1982 года, в возрасте восемнадцати лет, она выбилась в профсоюзные лидеры, в чём её поддерживал глава профсоюза кокалерос Эво Моралес.
Она возглавила несколько женских организаций, в том числе Национальную федерацию крестьянок Боливии им. Бартолины Сисы, считавшуюся важнейшей южноамериканской организацией сельских женщин до 2001 года, и стала первым исполнительным секретарем Федерации женщин тропиков Кочабамбы (Фекамтроп). С 1999 по 2001 год она была членом совета муниципалитета Вилла Тунари; затем она перебралась оттуда в департамент Санта-Крус. За свою политическую деятельность подвергалась преследованиям и тюремным заключениям.
Одна из признанных крестьянских лидеров, Сильвия Ласарте была избрана от левой партии Движение к социализму в Учредительное собрание, призванное составить новую конституцию страны. В нём она получила главную должность благодаря соглашению между общественными организациями и президентом Эво Моралесом, согласно которому присутствие женщины из числа коренного населения имело первостепенное значение в создании нового государства.
Когда она была избрана председателем Учредительного собрания, ей было 42 года, она была основательницей и исполнительным секретарем Центральной федерации женщин Новой Чапаре. После Учредительного собрания Сильвия Ласарте вернулась на свою землю в Санта-Роса-де-Сара, где продолжала бороться за продовольственный суверенитет и выращивала рис, сою, кукурузу, сорго и сельскохозяйственных животных. Из профсоюзной и политической деятельности, впрочем, она не пропадала, и в 2014 году участвовала в кампании по переизбранию Эво Моралеса президентом Боливии.
Сильвия Ласарте умерла 28 июня 2020 года от болезни лёгких. Свои соболезнования в связи с её кончиной принесли бывшие президенты Боливии Эво Моралес и его оппонент Карлос Меса, экс-министр экономики Луис Арсе Катакора; экс-министры иностранных дел Давид Чокеуанка и Диего Пари; действующая председатель Сената Эва Копа, а также руководители профсоюзов производителей коки Леонардо Лоса и Андронико Родригес.